# Вила Валучи (Терамо)
Вила Валучи је насеље у Италији у округу Терамо, региону Абруцо.
Према процени из 2011. у насељу је живело 63 становника. Насеље се налази на надморској висини од 498 м.